# Enel Green Power
Enel Green Power — мультинациональная итальянская компания со штаб-квартирой в Риме, занимающаяся энергией из возобновляемых источников. Она была создана в декабре 2008 года как дочерняя компания Группы Enel, чтобы консолидировать внимание на разработке энергии из возобновляемых источников. Enel Green Power имеет филиалы в 27 странах на пяти континентах. На ее предприятиях вырабатывается электроэнергия из таких возобновляемых источников как энергия воды, ветра, солнечного света, геотермальная теплота и биотопливо.
Сегодня объемы энергопроизводства компании составляют около 56,3 ГВт, вырабатываемых на более чем 1200 предприятиях по всему миру. 
Деятельность компании Enel Green Power сосредоточена на производстве энергии из возобновляемых источников и нацелена на поддержку экоустойчивого развития стран и помощи компаниям на их пути к экологической устойчивости с применением модели крепкого и длительного сотрудничества, приобретающей форму Соглашения о поставках электроэнергии.

## История
Enel Green Power создана 1 декабря 2008 года с целью консолидации деятельности Группы Enel в сфере разработки и производства энергии из возобновляемых источников. В то время Enel была самой большой компанией в Европе по производству энергии из возобновляемых источников как по установленной мощности, так и по представленности на международном уровне.. После основания новой дочерней компании вся деятельность в сфере разработки и производства возобновляемой энергии, которой прежде управляла компания Enel Produzione, а также зарубежные филиалы Enel Investment Holding (Enel Latin America BV, Erelis Enel, Endesa), постепенно перешла к Enel Green Power. 
В ноябре 2010 года, после того, как Enel приобрела компанию Endesa (в июне 2009 года), было проведено первичное публичное размещение 30,8 % акций Enel Green Power на Итальянской фондовой бирже и Мадридской фондовой бирже, что позволило компании заработать 2,6 млрд. евро. Это был самый высокий результат первичного публичного предложения в Европе со времен Iberdrola Renovables в декабре 2007 года. В Италии и Испании IPO Enel Green Power было поручено PricewaterhouseCoopers и привлекло внимание более 340 000 инвесторов, вызвав спрос в объеме более 1260 млн. акций (из которых 520 млн. приобрели институциональные инвесторы).
В период между 2011 и 2012 годами Enel Green Power расширила долю ветряной энергии на Американском континенте. Первые из целого ряда ветряных энергоустановок запущены в бразильском штате Баия (30 ГВт, управляются компанией Cristal) , а также в США, в Оклахоме (Rocky Ridge с мощностью в 150 МВт) и Канзасе (Caney River с мощностью в 200 МВт) .
В 2012 году запущена гидроэлектростанция Palo Viejo в Гватемале с производственной мощностью в 85 МВт.
В конце сентября 2011 года общие мировые установленные мощности компании составили 6490 МВт, которые к 2015 году планировалось увеличить до 10 400 МВт. В 2014 году компания получила престижную премию «Solar Prize» Европейской ассоциации возобновляемых источников энергии Eurosolar.
В период между 2013 и 2015 годами компания Enel Green Power внедряет новую модель развития, основанную на концепции социальной и экологической ответственности.  Концепция «Создания общей ценности» или «Корпоративной социальной ответственности» (CSV), выдвинутая в 2011 году Марком Портером и Марком Крамером, состоит в утверждении, что социальная экологическая ответственность – это путь для продвижения вперед в ходе любого выбора, она определяет стратегический подход в сферах планирования, разработки, строительства и управления предприятиями. На каждой их этих фаз следует уделить максимум внимания вопросам защиты окружающей среды, рационального использования природных ресурсов, заботы о здоровье населения, безопасности рабочих, безотходной экономики и создания новых возможностей для развития местных сообществ.
К концу 2015 года компания Enel Green Power была представлена в 23 странах, управляла установленными мощностями общим объемом в 11 ГВт, вырабатывая 33,6 TВт-час энергии.
Внедрение социальной и экологической ответственности стало одним ведущих вопросов Ассамблеи ООН, которая в 2016 году выдвинула 17 целей устойчивого развития (SDGs), достичь которых планируется к 2030 году. Enel Green Power откликнулась на призыв ООН и включила задачи SDGs в свою стратегию промышленного развития, взяв на себя обязательства по достижению целей, связанных с качеством образования (SDG 4), обеспечением доступа к недорогим, надежным, устойчивым и современным источникам энергии для всех (SDG 7), содействию экономическому росту и достойной работе для всех (SDG 8) и принятием срочных мер по борьбе с изменениями климата и его последствиями (SDG 13). Примерами в подтверждение этой деятельности являются проекты по строительству энергетических установок и предприятий: в Южной Африке, в Эфиопии (100 МВт - Metehara),  в Австралии (Bungala Solar),  в Южной Америке, в Перу, с вводом в эксплуатацию ветроэлектростанции Wayra I  и запуском гелиоустановки Rubì в Гватемале, в Мексике, где уже работает гидроэлектростанция El Canadà, а "lindo sky" позволил EGP подключить к общей энергосистеме новые источники ВЭС с производительностью более 1 ГВт, в Мексике, где построены ветроэлектростанции Amistad (220 МВт), Amistad II (100 МВт) и Salitrillos (103 МВт) .  Страны Центральной Америки также являются ярким примером внедрения модели "Build, Sell, Operate", что позволяет Группе Enel снизить задолженности и создавать стоимость без ущерба для хозяйственной деятельности предприятий.
Цели развития на ближайшие годы в основном сосредоточены на развитых рынках, где EGP уже представлена, а также на новых ключевых рынках с огромным потенциалом развития энергии из возобновляемых источников, таких как Канада, Австралия и Индия.
В октябре 2022 года Enel Green Power ушла с российского рынка, продав своих активы компании «Лукойл» и частному фонду «Газпромбанк-Фрезия.

## Деятельность
Enel Green Power занимается разработкой, производством и продажей энергии из возобновляемых источников на мировом уровне. По данным на сентябрь 2021 года она работала на 5 континентах (Европа, Америка, Африка, Азия, Океания) при наличии примерно 1200 промышленных предприятий и установок.  Enel Green Power управляет приблизительно 56,3 ГВт, поступающих из общих возобновляемых источников энергии  .  Цель – к 2030 г. достичь 145 ГВт .
С 2020 по 2021 г. Enel Green Power запустила проекты по разработке экологически чистого водорода.

## Производство электроэнергии
В целом во владении Enel Green Power находится 15,13 ГВт производственных мощностей ветровой энергии. в которых гидроэлектроэнергии отводится 27,83 ГВт, геотермальной энергии – 0,91 ГВт, солнечной энергии – 5,95 ГВт  .

## Сводная таблица генерирующих мощностей Enel в ГВт на 30 сентябрь 2022[20]
| Континент              | Солнечная энергия | Энергия ветра | Гидроэлектроэнергия | Геотермальная энергия | Storage | Итого |
| ---------------------- | ----------------- | ------------- | ------------------- | --------------------- | ------- | ----- |
| Европа                 | 1,35              | 4,30          | 17,76               | 0,78                  |         | 24,24 |
| Америка                | 6,30              | 11,51         | 10,59               | 0,14                  |         | 28,55 |
| Африка                 | 0,36              | 1,14          |                     |                       |         | 1,50  |
| Океания                | 0,31              |               |                     |                       |         | 0,31  |
| Азия                   | 0,33              | 0,34          |                     |                       |         | 0,77  |
| Итого Enel Green Power | 8,74              | 17,29         | 28,36               | 0,92                  | 0,7     | 56,3  |

## Технологии

### Геотермальная
Компания Enel Green Power управляет 35 геотермальными электростанциями в Тоскане с общим объемом производимой энергии около 765,4 МВт, что покрывает более 30 % общего потребления региона.  Среди них – предприятие в Лардерелло, построенное в 1904 году, – одно из самых больших в мире. 
В Соединенных Штатах компания Enel Green Power управляет пятью электростанциями, одна из которых относится к гибридному солнечно-геотермальному типу. Две из них расположены в округе Черчилл, штат Невада, а еще одно – возле Cove Fort, штат Юта. 
В Чили компания завершает строительство Cerro Pabellon, которая будет первой коммерческой геотермальной электростанцией в Южной Америке, причем с самым высоким расположением в мире – 4500 м над уровнем моря. 

### Гибридное геотермально-биомассовое производство электроэнергии
В 2015 году компания Enel Green Power запустила Сornia 2, расположенную в Кастельнуово-Валь-ди-Чечина, провинция Пиза (Тоскана). Cornia 2 – это первое в мире предприятие по производству электроэнергии гибридного геотермально-биомассового типа, на котором биомасса, поступающая из сельскохозяйственных и сопутствующих им хозяйств в радиусе 70 км от самого предприятия, помогает разогреть геотермальные испарения до температуры, вдвое превышающей их природную (от 150–160 °C до 370–380 °C), что позволяет увеличить производство электроэнергии на 5 МВт и довести до текущего уровня в 13 МВт. 

### Гибридное солнечно-геотермальное производство электроэнергии
Компания Enel Green Power разработала и построила первую гибридную электростанцию солнечно-геотермального типа, на которой совместное использование двух источников энергии позволяет значительно увеличивать производство электроэнергии. Первая электростанция такого типа Stillwater, расположенная в Фаллоне, штат Невада (США) получила льготы по налогам в размере 40 млн. долларов в рамках Закона о восстановлении и реинвестировании Америки (American Recovery and Reinvestment Act).  
В первой половине 2014 года были начаты работы по интеграции солнечно-термальной энергии в общую систему; в наше время общая производительность сети Stillwater составляет 86,6 МВт. 
Во второй половине 2014 года компания Enel Green Power заключила партнерское соглашение по совместным исследованиям и развитию с Национальной лабораторией по возобновляемым источникам энергии (NREL) и Национальной лабораторией Айдахо (INL) под патронажем Службы геотермальных технологий правительства США (GTO) с целью использования данных предприятия Stillwater для дальнейшего технологического развития. 

## Солнечно-термальная и концентрированная солнечная энергия (CSP)
Компания также активно работает в сфере солнечно-термальной и концентрированной солнечной энергии (CSP), участвуя в научно-исследовательской деятельности наряду с ENEA – итальянским институтом по новым технологиям, энергии и окружающей среде. Основываясь на исследованиях лауреата Нобелевской премии Карло Руббиа, в 2010 году Enel Green Power построила в Приоло-Гаргалло, в Сицилии, электростанцию комбинированного цикличного типа Archimede, общая мощность которой составляет 5 МВт. На данном предприятии параболические зеркала фокусируют солнечное тепло на раствор расплавленных солей, который достигает температуры свыше 500 °C/932 °F и может удерживать тепло в течение нескольких часов, превращая воду в пар, а затем задействует систему традиционных паровых турбин для производства электричества. Цель – повысить эффективность электростанций этого типа, чтобы сделать их конкурентоспособными по отношению к другим источникам энергии. 

## Гидроэлектроэнергия
В Панаме компания управляет электростанциями водохранилища Фортуна, провинция Чирики, производящими 300 МВт энергии и обеспечивающими около 25 % всего общенационального производства электроэнергии. Предприятие расположено в Национальном лесном заповеднике Фортуна.[требуется ссылка]
Enel Green Power работает в основном в Италии (60 %) и в Южной Америке (40 %).

## Ветровое производство электроэнергии
Опыт работы компании Enel Green Power в сфере ветровой электроэнергии уходит корнями в 1984 год, когда Enel запускает первую итальянскую ветровую электростанцию в Сардинии. В октябре 2008 года в американском штате Канзас запущена в эксплуатацию Smoky Hills Wind Farm с производственной мощностью в 250 МВт, а в январе 2008 года в Снайдере, штат Техас, компания Enel Green Power завершила установку 21 ветровой турбины, каждая мощностью 3 МВт.[требуется ссылка]
Ветровое производство электроэнергии – вторая по количеству установленных мощностей, представляющая 30 % всей мощностей EGP.
Гибридное солнечно-ветровое производство электроэнергии и совместное производство тепловой и электроэнергии
В 2014 году в Ольягуэ, Чили, компания Enel Green Power начала строительство минигибридной солнечно-ветровой электростанции для производства как электричества, так и горячей воды, работающей независимо от общенациональной системы электроэнергии и может удовлетворить годовые потребности 150 семей при годовой мощности в 232 кВт.[требуется ссылка]

## Морская энергия
В конце 2014 года компания Enel Green Power и Дирекция по строительству военных кораблей Франции (DCNS) были назначены Государственной корпорацией промышленного развития Чили CORFO (Corporación de Fomento de la Producción) как ответственные за развитие и разработку новых технологий в целях использования морской энергии. Для выполнения данных задач был построен Центр исследований морской энергии и инноваций – Marine Energy Research and Innovation Centre (MERIC).[цитата обязательна]

## Присутствие на международном рынке

### Европа

#### Италия
Более половины предприятий компании Enel Green Power находятся в Италии (около 600 установок), их чистая установленная мощность составляет около 14 031 МВт. Смешанное производство включает геотермальную энергию, гидроэнергию, ветровую энергию, солнечную энергию и энергию биомассы.
Компания Enel Green Power является также лидером в сфере геотермальной энергетики, о чем свидетельствуют 36 электростанций в Тоскане с мощностью в 765 МВт, обеспечивающие ежегодное производство более 6 млрд. кВт-час. Компания – один из мировых лидеров в данной отрасли. Начало этой деятельности было положено еще в начале прошлого века  строительством первой станции возле Лардерелло в Тоскане.
В начале 21-го века в Италии значительно возросло использование ветровой энергии, в том числе и на предприятиях ENEL. Снижение затрат на производство ветровой энергии за последние 10 лет способствовало повышению ее конкурентоспособности по сравнению с традиционными источниками и тем самым способствовало росту этой технологии. Как результат, на сегодня в Италии насчитывается 30 ветровых электростанций с мощностями в 773 МВт.
В сфере солнечной энергии компания Enel Green Power разработала для Италии франшизную модель Enel Green Power Retail. Кроме того, в 2011 году в Катанье было открыто предприятие тонкопленочных фотоэлектрических панелей как совместное предприятие с Sharp и STMicroelectronics. В 2015 году компания 3SUN, “Fabbrica del Sole”, полностью перешла под контроль Enel Green Power. Производство "тонкопленочных" панелей завершилось в октябре 2017 года, когда начался выпуск высокоэффективных двухсторонних панелей HJT.   В 2020 году производство электричества из солнечной энергии на установленных мощностях составляет 23,5 МВт (данные на конец марта).

#### Иберийский полуостров
На Иберийском полуострове компания Enel Green Power владеет 270 предприятиями с общей установленной мощностью 7392 МВт (гидроэлектростанции, ветровые электростанции, солнечные станции и тепловые станции по переработке биомассы). Такое присутствие – результат интеграции деятельности Enel и Endesa в сферу разработки альтернативных источников энергии, а также строительства и запуска в эксплуатацию новых предприятий, включая солнечную электростанцию в Totana и ветровую электростанцию Sierra Costera, включенных в общую энергетическую систему в конце 2019 года и являющихся доказательством успешного внедрения инноваций.
Чистая установленная мощность ветровых технологий с наличием более 103 установок составляет 2291 МВт. Смешанное производство включает гидроэнергетику при наличии более 154 установок с мощностью 4748 МВт, солнечную с 8 установками с мощностью 351 МВт, тепловую с переработкой биомассы с 1 установкой с мощностью 0,5 МВт.

#### Восточная Европа
Enel Green Power давно и успешно работает в Румынии, имея там 8 работающих ветровых электростанций с установленной мощностью 499 МВт и 4 фотоэлектрическими станциями с мощностью 36 МВт.

#### Греция
Enel Green Power представлена в Греции 57 электростанциями (5 гидроэлектростанциями с мощностью 19,5 МВт, 24 ветровыми электростанциями с мощностью 354,6 МВт и 28 фотоэлектрическими станциями с мощностью 88 МВт). Подключенная к общенациональной энергетической системе в конце 2019 года ветровая электростанция Kafireas состоит из 7 ветровых станций и представляет собой значительную веху в преобразовании энергосистемы Греции.

### Северная Америка
Присутствие компании Enel Green Power в Северной Америке подтверждается строящимися и уже работающими предприятиями в Соединенных Штатах и Канаде, с постоянно растущим на них применением инновационных решений, таких как дроны, инфракрасные датчики, трехмерные модели и ультразвуковые детекторы. В Северной Америке Enel Green Power располагает мощностями с общим объемом 5923 МВт и с применением четырех технологий (гидроэлектрической, ветровой, солнечной и геотермальной). В Соединенных Штатах Enel Green Power представлена в 18 штатах примерно 70 предприятиями: 14 гидроэлектростанций (104,6 МВт управляемых мощностей), 29 ветровых станций (4976 МВт управляемых мощностей), 22 установок фотоэлектрических панелей (548 МВт управляемых мощностей) и 5 геотермальных установок (71,5 МВт управляемых мощностей). В Канаде компания владеет 3 ветровыми электростанциями (223 МВт управляемых мощностей).

### Латинская Америка
Европейская южная лаборатория (ESO) и Enel Green Power стоят у истоков деятельности фотоэлектрической станции La Silla Observatory на севере Чили.  
В Латинской Америке Enel Green Power работает в Мексике, Панаме, Гватемале, Коста-Рике, Аргентине, Бразилии, Чили, Колумбии и Перу, где на ее предприятиях внедряются все основные технологии производства электроэнергии из возобновляемых источников, включая ветровые, солнечные, водяные и геотермальные. За последние годы присутствие компании в этом регионе значительно возросло, важная роль этом процессе принадлежит переходу на альтернативные источники энергии; помимо строительства и техобслуживания предприятий по производству электроэнергии из восстанавливаемых источников ведется разработка инновационных проектов для производства энергии с упором на социальную и экологическую ответственность и защиту окружающей среды. В настоящее время Enel Green Power имеет 22 установки в Мексике с управляемой мощностью 2794 МВт и смешанным производством, включающим использование гидроэнергии, ветровой и солнечной энергии. В Коста-Рике EGP владеет 3 гидроэлектростанциями с управляемой мощностью 81 МВт. EGP представлена в Гватемале 5 предприятиями с управляемой мощностью 163 МВт. В Панаме EGP имеет 8 предприятий, часть из которых – гидроэлектростанции, а вторая часть – солнечные, с управляемой мощностью 362 МВт. EGP также производит "зеленую энергию" в Чили на 37 предприятиях, среди которых – ветровые, гидро-, солнечные и геотермальные электростанции. Общая управляемая мощность - 4725 МВт. В Бразилии EGP владеет 70 установками с управляемыми мощностями в 2897 МВт, работающими на ветровой, водяной и солнечной энергии.

### Африка
В 2014 году Enel Green Power запустила в эксплуатацию фотоэлектрическую электростанцию в 10 МВт в Южной Америке, производящей 0,009 ТВт-час. Источники: см. информацию, которую следует добавить  Кроме того, запущены новые установки в Марокко и Замбии. На сегодня в Африке Enel Green Power владеет 12 установками – как ветровой, так и солнечной энергии, – с установленными мощностями 658 МВт.

### Азия
В 2015 году Enel Green Power приобрела контрольный пакет акций индийской компании по производству энергии из восстанавливаемых источников BLP Energy, с общим объемом производственных мощностей в 172 МВт и производством 340 ГВт-час в год – на 30 млн. евро. Здесь производится 0,33 ТВт-час электричества, с производством 172 МВт мощностей ветровой энергетики. Источники: см. информацию, которую следует добавить

### Океания
Enel Green Power присутствует в Океании, где владеет 2 электростанциями, солнечной и ветровой. Это соответствует 275 МВт установленных мощностей.

## Управление
Управляющие директора
- Стараче, Франческо  (17 сентября 2008 г. - 29 мая 2014 г.)[64]
- Вентурини, Франческо (30 мая 2014 г. - 27 апреля 2017 г.)[65]
- Каммисекра, Антонио (28 апреля 2017 г. - 30 сентября 2020 г.)[66]
- Бернабеи, Сальваторе (С 1 октября 2020 г.)[67]

## Соглашения о поставках электроэнергии (PPAs)
Ключевой бизнес Enel Green Power состоит в продаже электроэнергии из восстанавливаемых источников, производимой на ее предприятиях, как коммерческим, так и промышленным потребителям. Для создания долгосрочного сотрудничества с компаниями по всему миру Enel Green Power использует соглашения о поставках электроэнергии (PPAs): долгосрочные соглашения на поставку электроэнергии, с помощью которых EGP предоставляет специальные условия, наиболее  соответствующие требованиям каждой отдельной компании. Каждый отдельный контракт разрабатывается вместе с потребителем таким образом, чтобы наилучшим образом удовлетворить его потребности и вместе с тем соблюсти требования действующего законодательства. 